# One Beat
One Beat — шестой студийный альбом американской альтернативной рок-группы Sleater-Kinney. Он был выпущен 20 августа 2002 года на лейбле Kill Rock Stars. Он был спродюсирован Джоном Гудмансоном и записан в марте-апреле 2002 года на студии Jackpot! Studio в Портленде, штат Орегон. Альбом занял 107-е место в американском хит-параде Billboard 200 и вошел в Top Independent Albums под пятым номером. One Beat был очень хорошо принят критиками. Похвала была сосредоточена на его катарсическом музыкальном сопровождении и прогрессивной политике.

## История
One Beat — продолжение получившего широкую известность пятого альбома Sleater-Kinney All Hands on the Bad One, выпущенного в 2000 году. Перед тем как войти в студию, Sleater-Kinney репетировали в подвале барабанщицы Джанет Вайс.

## Композиции
Кэрри Браунстин назвала альбом «язвительным и остроумным политическим альбомом в плане текстов». Альбом содержит некоторые из самых полемичных песен Sleater-Kinney; песня «Far Away» явно ссылается на теракты 11 сентября и содержит критику американского президента Джорджа Буша-младшего. Корин Такер сказал, что «на самом деле это не было сознательным решением» написать о терактах, но было «такое подавляющее присутствие в наших умах, когда мы пытались писать песни, что мы чувствовали, что нам действительно нужно разобраться с этим, и что нам действительно нужно написать об этом».

## Релиз
После выхода альбом достиг 107 места в американском чарте Billboard 200, 2 места в чарте Heatseekers Albums и 5 места в чарте Independent Albums.

## Отзывы
| Совокупная оценка    | Совокупная оценка |
| Источник             | Оценка            |
| -------------------- | ----------------- |
| Metacritic           | 85/100            |
| Оценки критиков      |                   |
| Источник             | Оценка            |
| AllMusic             | [ 7 ]             |
| Blender              | [ 8 ]             |
| Entertainment Weekly | B+                |
| The Guardian         | [ 10 ]            |
| NME                  | 7/10              |
| Pitchfork            | 9.1/10            |
| Q                    | [ 14 ]            |
| Rolling Stone        | [ 15 ]            |
| Spin                 | 8/10              |
| The Village Voice    | A                 |

Реакция СМИ на альбом One Beat была весьма благоприятной; сайт-агрегатор Metacritic сообщил о нормализованная в 85 баллов из 100 на основе 22 критических отзывов, что свидетельствует о «всеобщем одобрении». Известный музыкальный критик Роберт Кристгау, написавший для The Village Voice, объяснил, что Sleater-Kinney стремятся к «вызывающему подъему» и выглядят воодушевленными этим вызовом. Нева Чонин из Rolling Stone отметила, что «бунтарский манифест трио остался прежним». Виктория Сигал из NME заявила: «Немногие группы могут исследовать материнство и терроризм, не вызывая желания застрелить их: Электрошоковый голос Корина Такера и адреналиновые гитары делают их… важнейшими поп-темами».

## Список композиций
Все треки написаны Sleater-Kinney (Корин Такер, Джанет Вайсс и Кэрри Браунстин).
| №                   | Название            | Длительность |
| ------------------- | ------------------- | ------------ |
| 1.                  | «One Beat»          | 3:08         |
| 2.                  | «Far Away»          | 3:45         |
| 3.                  | «Oh!»               | 3:56         |
| 4.                  | «The Remainder»     | 3:36         |
| 5.                  | «Light Rail Coyote» | 3:09         |
| 6.                  | «Step Aside»        | 3:44         |
| 7.                  | «Combat Rock»       | 4:47         |
| 8.                  | «O2»                | 3:30         |
| 9.                  | «Funeral Song»      | 2:47         |
| 10.                 | «Prisstina»         | 3:31         |
| 11.                 | «Hollywood Ending»  | 3:19         |
| 12.                 | «Sympathy»          | 4:15         |
| Общая длительность: | Общая длительность: | 43:27        |